# Grigore Rițiu
Grigore Rițiu (n. 17 februarie 1892, Doba, Satu Mare - d. 1969, București) a fost un preot greco-catolic. În 1918 a fost delegat la Marea Adunare Națională de la Alba Iulia ca seminarist din partea Societății „Sf. Ioan Gură de Aur” a teologilor români din Eparhia de Oradea Mare.
S-a căsătorit cu Laura, fiica preotului Simion Balea din Săpânța, care a fost de asemenea delegat la Marea Adunare de la Alba Iulia.
La sugestia sa meșterul Stan Ioan Pătraș (1908-1977) a realizat partea verticală a crucilor din Săpânța ceva mai lată, cu loc pentru epitaf. Astfel a început tradiția care a făcut cunoscut Cimitirul Vesel din Săpânța. Preotul Rițiu, soția și copiii săi au fost scoși din casa parohială și arestați pentru refuzul de a trece cu forța la Biserica Ortodoxă Română. Imediat după scoaterea din casa parohială preotul Rițiu s-a refugiat în Munții Maramureșului, unde a fost prins în octombrie 1950 împreună cu un grup de călugări de la Mănăstirea Bixad, în frunte cu starețul Leon Bob.
Soția sa Laura Rițiu, arestată în anul 1951, a murit în detenție în 1954. Fiica sa, Melania, de asemenea arestată, a supraviețuit.